# Jefferson County, Alabama
Jefferson County är ett administrativt område (county) i delstaten Alabama, USA, med 658 466 invånare. Den administrativa huvudorten (county seat) är Birmingham. Countyt grundades 1915 och fick sitt namn efter USA:s tredje president Thomas Jefferson.

## Geografi
Enligt United States Census Bureau har countyt en total area på 2 911 km². 2 882 km² av den arean är land och 29 km² är vatten.

### Angränsande countyn
- Blount County - nord
- St. Clair County - nordöst, öst
- Shelby County - syd, sydöst
- Bibb County - sydväst
- Tuscaloosa County - väst, sydväst
- Walker County - nordväst, nord